# レベッカ・マカーイ
レベッカ・マカーイ（Rebecca Makkai、1978年4月20日 - ) はアメリカの小説家。

## 経歴
(https://www.shinchosha.co.jp/writer/6230/)
言語学者の両親のもと、シカゴ近郊の村で育つ。父親はハンガリー出身、父方の祖母は著名な女優・小説家だった。
ワシントン・アンド・リー大学およびミドルベリー大学大学院で学び、2011年長篇The Borrowerでデビュー。
2014年発表のThe Hundred-Year Houseは、シカゴ作家協会によって年間最優秀長篇小説賞に選ばれた。
2008年から4年連続でベスト・アメリカン・ショート・ストーリーズに作品が選出されている。
『戦時の音楽』は待望の初短篇集となる。

## 邦訳作品
- 『戦時の音楽』藤井光 訳、新潮社、新潮クレスト・ブックス、2018年6月

## 作品

### 長編小説
- The Borrower, Viking (2011)
- The Hundred-Year House, Viking (2014)
- The Great Believers, Viking (2018)
- I Have Some Questions For You, Viking (2023)

### 短編集
- Music for Wartime, Viking (June 2015)